# Trinità dei Monti

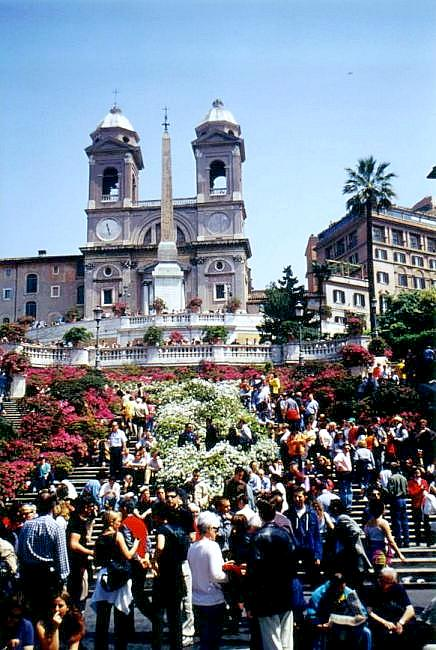
Trinità dei Monti

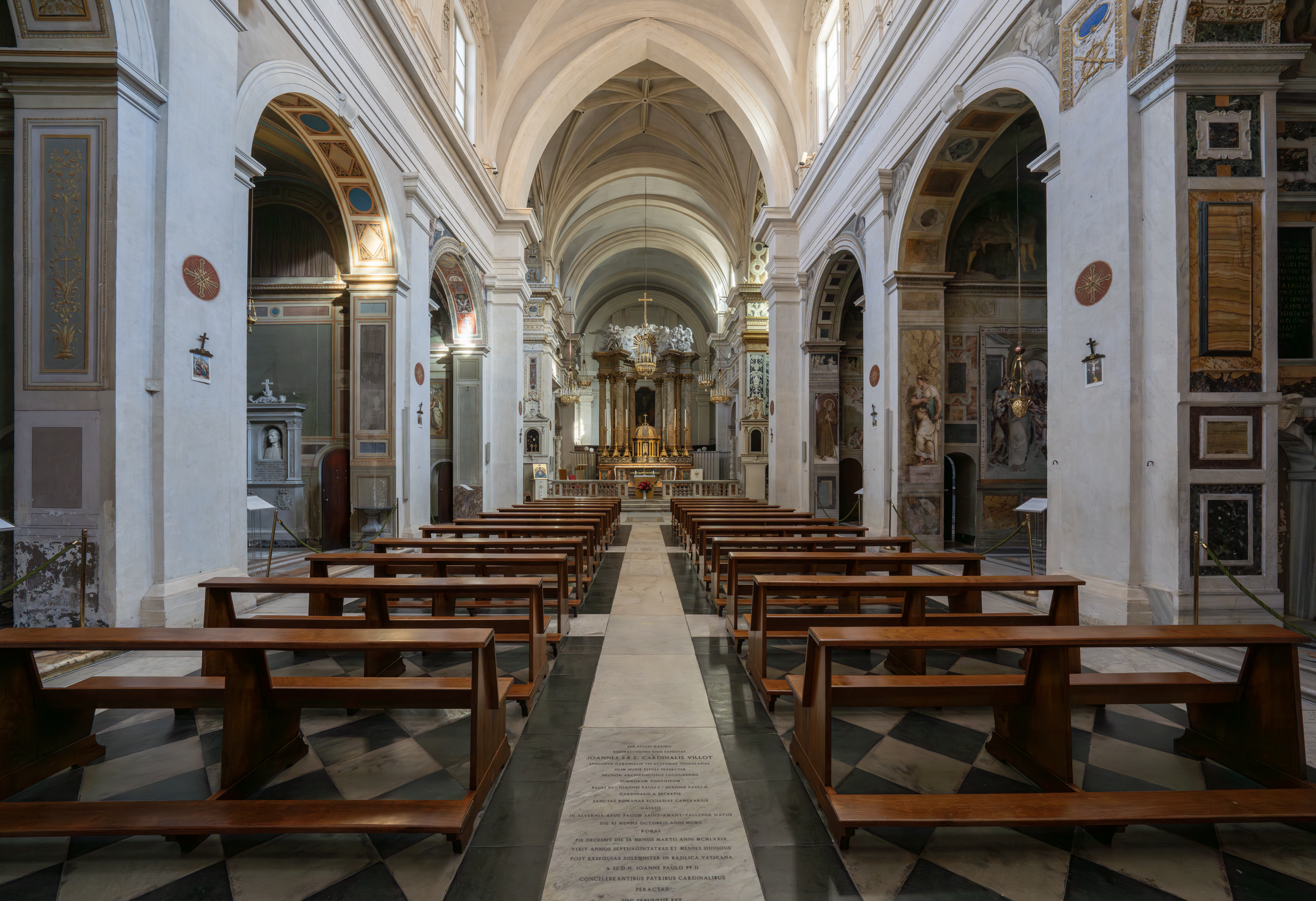
Interiér

Trinità dei Monti nebo také Santissima Trinità al Monte Pincio je římský titulární kostel zasvěcený Svaté Trojici, který stojí nad Španělskými schody, v rione Campo Marzio. V sousedství je Vila Medici a stanice metra A Spagna. Před kostelem stojí obelisk.

## Historie
V roce 1483 francouzský král Ludvík XI. onemocněl a prostřednictvím papeže požádal o pomoc svatého Františka z Pauly, poustevníka z jižní Itálie. Ten ho sice nemohl uzdravit, získal si ale jeho úctu a obdiv. Jeho syn, budoucí král Karel VIII. koupil 1494 vinici na pahorku Pincio a postavil tam klášter Františkova řádu Nejmenších bratří (paulánů). Roku 1502 začal francouzský král Ludvík XII. v sousedství stavět kostel v pozdně gotickém slohu, stavbu však nedokončil. Papež Sixtus V. dal na jejím místě postavit kostel, snad pod vedením A. della Porty, který byl vysvěcen 1585. Dvojité schodiště naproti kostelu, součást Španělských schodů, vedoucích dolů na Piazza di Spagna, je dílem D. Fontany. Před kostelem stojí od roku 1789 obelisk, starověká římská kopie podle obelisku na Piazza del Popolo.
Roku 1816 podstoupila stavba důkladnou rekonstrukci a přestavbu.
Roku 1828 byl klášter s kostelem svěřen ženskému řádu Dames du Sacré-Coeur, který komplex udržoval do léta 2006; od té doby je pod správou francouzského společenství Communautés Monastiques de Jérusalem.

## Popis
Kostel tvořil součást urbanistického projektu papeže Sixta V., který vybudoval dnešní Via Sistina, vedoucí na Piazza Barberini. Vznikl tak dlouhý prospekt, který pokračuje až k bazilice Santa Maria Maggiore. Jednolodní pozdně renesanční stavba se dvěma věžemi v průčelí, s kupolí a s bočními kaplemi. Kaple jsou vyzdobeny freskami a obrazy řady malířů: Daniele da Volterra, Giambattista Noldini, fresky v kupoli maloval Perino del Vaga.

## Titulární kostel
Trinità dei Monti se stal titulárním kostelem 13. dubna 1587.
Seznam kardinálů:
- Carlo di Lorena (1587)
- François de Joyeuse (1587-1594)
- Pierre de Gondi (1594-1616)
- Denis-Simon de Marguemont (1626)
- Alphonse-Louis du Plessis de Richelieu (1635-1653)
- Antonio Barberini iuniore (1653-1655)
- Girolamo Grimaldi (1655-1675)
- César d'Estrées (1675-1698)
- Pierre-Armand de Cambout de Coislin (1700-1706)
- Joseph de la Tremoille (1706-1720)
- Armand-Gaston-Maximilien de Rohan de Soubise (1721-1749)
- neobsazen (1749-1753)
- Clemente Argenvilliers (1753-1758)
- Pietro Girolamo Guglielmi (1759-1773)
- Bernardino Giraud (1773-1782)
- Giovanni di Gregorio (1785-1791)
- Jean-Siffrein Maury (1794-1817)
- neobsazen (1817-1823)
- Anne-Antoine-Jules de Clermont-Tonnerre (1823-1830)
- Louis-François-Auguste de Rohan-Chabot (1831-1833)
- Joachim-Jean-Xavier d'Isoard (1833-1839)
- Louis-Jacques-Maurice de Bonald (1842-1870)
- neobsazen (1870-1874)
- René-François Régnier (1874-1881)
- Louis-Marie-Joseph-Eusèbe Caverot (1884-1887)
- Victor-Félix Bernadou (1887-1891)
- Guillaume-René Meignan (1893-1896)
- Jean-Pierre Boyer (1896)
- Pierre-Hector Coullié (1898-1912)
- Hector-Irénée Sévin (1914-1916)
- Louis-Joseph Maurin (1916-1936)
- Pierre-Marie Gerlier (1937-1965)
- Jean-Marie Villot (1965-1974)
- Alexandre-Charles-Albert-Joseph Renard (1976-1983)
- Albert Decourtray (1985-1994)
- Pierre Étienne Louis Eyt (1994-2001)
- Louis-Marie Billé (2001-2002)
- Philippe Barbarin (2003)